# Церецел
Церецел (рум. Țărățel) — село у повіті Хунедоара в Румунії. Адміністративно підпорядковане місту Брад.
Село розташоване на відстані 316 км на північний захід від Бухареста, 27 км на північ від Деви, 93 км на південний захід від Клуж-Напоки, 130 км на схід від Тімішоари.

## Населення
За даними перепису населення 2002 року у селі проживали 762 особи. Рідною мовою 757 осіб (99,3%) назвали румунську.
Національний склад населення села:
| Національність | Кількість осіб | Відсоток |
| -------------- | -------------- | -------- |
| румуни         | 755            | 99,1%    |
| угорці         | 5              | 0,7%     |